# Carabanchel
Carabanchel Madrid második legnépesebb kerülete. A Toledo híd központtól távolabb eső oldalától délre, Leganés és Alcorcón települések irányába terül el.

## Neve
A Carabanchel név eredete kettős lehet. Az egyik a garbanzo szó, vagyis a csicseriborsó, mely a környék egyik fő növénye és a cocido (cocido madrileño) helyi nevezetes étel egyik alapja.
A név rögzülésében szerepet kaphattak egyes arab szavak is, például a karaván. E mellett ebből a korból a "carab" szó is figyelemre méltó, ami művelhető telket jelent.

## Története
Carabanchel ott kezdődik, ahol a Manzanares nyugati kanyarja által kialakított teraszok jó élőhelyet biztosítottak. Elsőnek 1862-ben a mai Szent Izidor park környéken találtak történelem előttről illetve a római hódítás előtti korból (karpetániak) emberi kultúrára utaló jeleket itt, utóbbit a nyugati határoló út a Via Carpetana is jelez.
A római hódítás során szintén használták a területet, többek között a 4. századból származó római mozaikokat találtak itt. Ezek a belvárosban a Museo de los Orígenesben vannak kiállítva.
Modern kori története a XVIII. század végén kezdődött, mikor a Fuenlabrada irányába lévő telkek között az út kezdett kiépülni. A mai Calle General Ricardos körül épült ki fokról fokra az egységes Carabanchel, mely 1949-ben az erősen központosított "Nagy-Madrid" kialakításánál került többek között Vallecas és Barajas területekkel együtt Madrid hivatalos területébe, ugyanakkor Carabanchel lakossága körében a legerősebbek a szabad szociokulturális önkormányzati (Sociocultural Autogestionado) mozgalommal (15M) kapcsolatos törekvések.

## Földrajza
Carabanchel a Toledo hídtól délre terül el. Délről a Leganés La Fortuna kerülete, délnyugatról Alcorcón, keletről a Paseo de Santa Maria de la Cabeza és Usera kerület, nyugatról a Via Carpetanától az Extremadurai útig Madrid Latina kerülete határolja.
A klasszikus, a francói rendszerben Userától és Latinától megfosztott, de talán hamarosan újraegyesítendő Carabanchel felső részét ma Buenavista negyednek hívják. Mellette a Latina kerület sasokról elnevezett Las Aguilas negyedében található Carabanchelhez legközelebb jelentős édesvíz, a Keresztutak Parkjában.